# Gianluca Zampieri
Gianluca Zampieri (* Benátky, Itálie) je italský operní pěvec. Je držitelem Ceny Thálie v oboru opera za rok 2007.

## Život
Narodil se v italských Benátkách a vystudoval zpěv ve Vídni u italského tenoristy Franca Corelliho. Už během studií debutoval v roce 1992 v roli Dona José v Carmen na Vienna Open Air Festival a téhož roku zvítězil v Operní soutěži Mattii Battistiniho v italském městě Rieti, což odstartovalo jeho kariéru. Kromě italských operních domů v Bologni, Benátkách, Janově, Římě, Palermu a Katánii začal hostovat i na světových operních jevištích, například v Ankaře, Bonnu, Bratislavě, Curychu, Limě, Medellínu, Mexicu City, Monte Carlu, Ósace, Paříži, Šanghaji, Tokiu, Tchaj-peji, Varšavě a Vilniusu. V roce 2015 se stal prvním představitelem Tristana v opeře Tristan a Isolda v Pekingu a v celé Číně.
Kromě toho vystupoval v divadlech v Česku a nejčastěji v Národním divadle moravskoslezském v Ostravě, kde vystoupil jako Jíra v Braniborech v Čechách, Laca v Její pastorkyni, Boris v Káti Kabanové, Agrippa z Nettesheimu a Mefistofeles v Ohnivém andělovi, Princ v Rusalce, Manolios v Řeckých pašijích a také v titulních rolí v Daliborovi, Ernani a v Andreu Chénierovi. V roce 2018 si poprvé zahrál v Národním divadle Brno jako Heřman v Pikové dámě a následně přicházely další role. V Národním divadle v Praze hostoval jako Radames v Aidě, Manrico v Trubadúrovi a Albert Gregor ve Věci Makropulos a ve Státní opeře Praha se představil jako také Radames v Aidě a Manrico v Trubadúrovi a dále jako Cavaradossi v Tosca a Princ v Rusalce.
V roce 2005 mu byla udělena cena „Libuška“ za interpretaci Laca v Její pastorkyni v Praze a v roce 2010 jej německý časopis Opernwelt nominoval na „Operního Oscara“ za interpretaci Boitova Nerona na festivalu Antik Festival Trier. Za rok 2007 obdržel cenu Thálie v oboru opera za ztvárnění titulní role v Alfanově opeře Cyrano z Bergeracu v Národním divadle moravskoslezském v Ostravě.